# Baculentulus numatai
Baculentulus numatai är en urinsektsart som först beskrevs av Imadaté 1965.  Baculentulus numatai ingår i släktet Baculentulus och familjen lönntrevfotingar. Inga underarter finns listade.